# Schmieröl

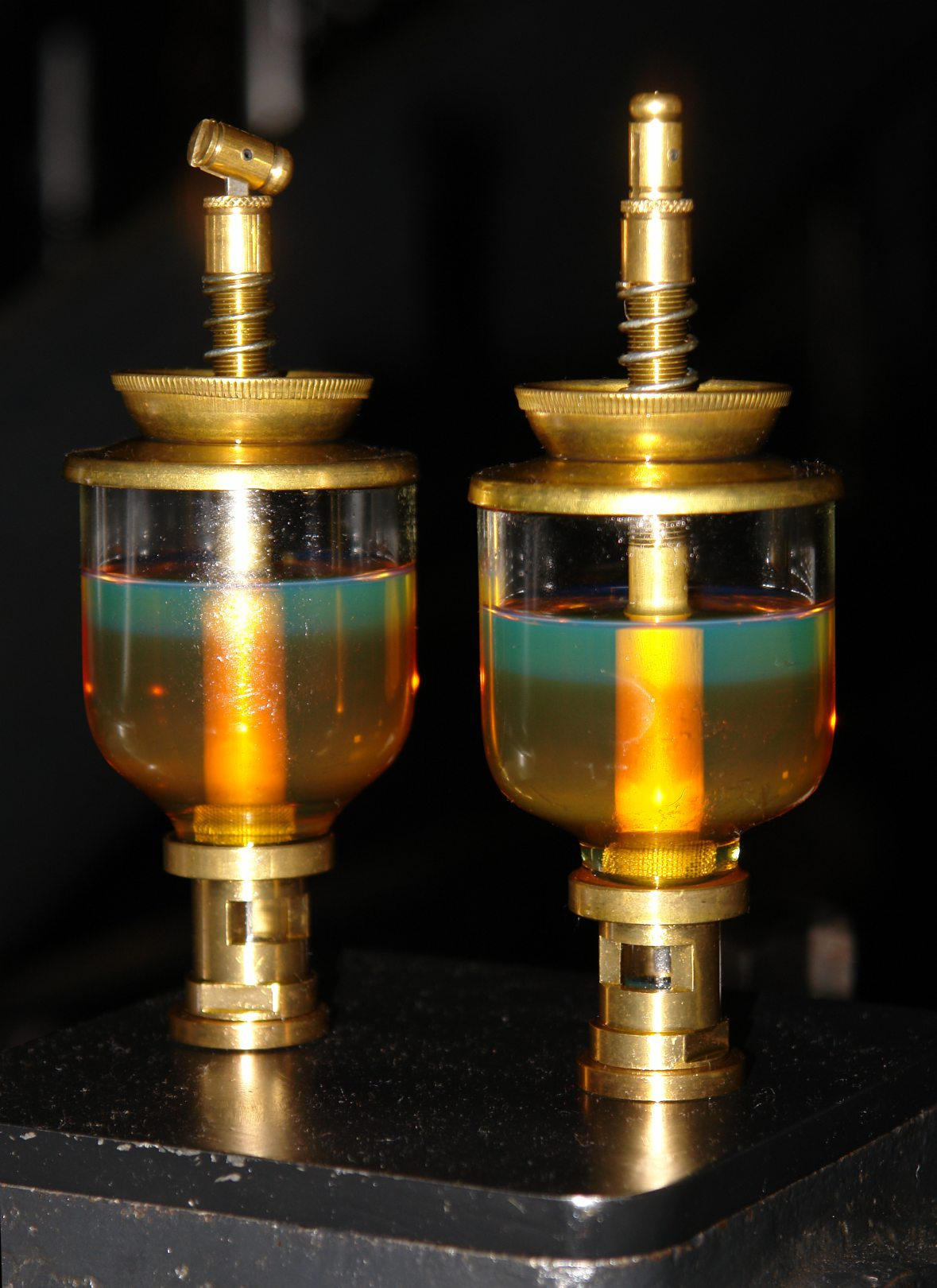
Zwei Schmiervasen als Behälter für Schmieröl an einer historischen Dampfmaschine

Schmieröle sind die wichtigsten technischen Schmierstoffe. Sie dienen zur Verringerung von Reibung, die Geräusche und insbesondere Verschleiß verursacht. Darüber hinaus dient Schmieröl auch der Wärmeabfuhr. Schmieröl bildet zwischen bewegten Flächen, etwa in einem Scharnier, einen Gleitfilm; Näheres dazu im Artikel Schmierung.
Bei anspruchsvollen Umgebungen, die zum Beispiel Regen oder Staub ausgesetzt sind, nutzt man Schmierfette, welche die Lagerstellen beziehungsweise Wälzlager auch gegen äußere Einflüsse abschirmen können und länger an der Schmierstelle verbleiben, da sie hochviskoser (zähfließender) sind.

## Klassifizierung
- nach Herkunft:
  - biogene Schmierstoffe aus pflanzlichen Ölen und tierischen Fetten
  - Mineralöle aus fossilen Rohstoffen
  - synthetische Öle
- nach Viskosität
- nach Anwendung:
  - Maschinenöl
  - Motoröl
  - Getriebeöl
  - Öl für feinwerktechnische Geräte, z. B. Nähmaschinenöl, Uhrenöl
  - Kettenöl
  - Hydrauliköl
  - Zylinderöl
  - Kühlschmiermittel
    - Schneidöl wird bei der zerspanenden bzw. spanabtragenden Metallbearbeitung verwendet

## Motorenöle
Hauptartikel: Motoröl

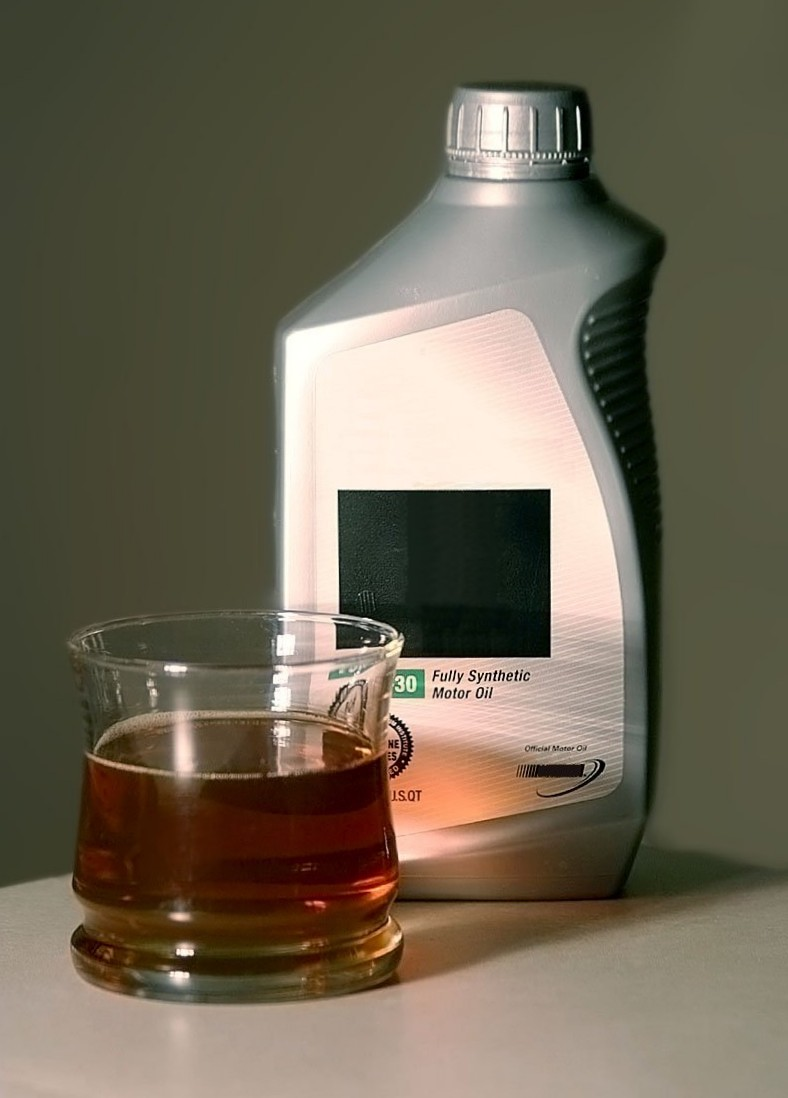
Motorenöl

Motoröl stellt mit etwa 50 % der Gesamtmenge in Europa und etwa 32 % in Deutschland die größte Einzelgruppe der Schmierstoffe dar; die Gesamtmenge stagniert seit etwa 2001 bei rund 344.000 t pro Jahr. Dabei werden sie in nahezu allen Personen- und Lastkraftwagen eingesetzt.
Verbrennungsmotoren stellen hohe Ansprüche an das Motoröl. Das Motoröl ist nicht nur Schmierstoff, sondern hat weitere wichtige Aufgaben:
- Übertragung von Kräften (hydraulisch in Kettenspannern und Stößeln)
- Verschleißschutz (der sich gegeneinander bewegenden Motorteile)
- Korrosionsschutz der Motorteile gegenüber aggressiven Verbrennungsprodukten durch Bildung von Schutzschichten auf der Metalloberfläche
- Abdichten (des Brennraums zum Kurbelgehäuse, der Ansaug- und Abgaskanäle über die Ventilführungen zum Ventiltrieb)
- Kühlen (vor allem von Kolben und Kurbelwelle)
- Neutralisation von sauren Verbrennungsprodukten durch chemische Umwandlung
- Reinigung der Motorenteile durch Lösen von Verbrennungsrückständen (und Alterungsprodukten des Motoröls) durch öllösliche Seifen
- Dispergieren von festen Fremdstoffen, Staub, Abrieb, Verbrennungsprodukten wie Ruß oder Asche

Um diese Aufgaben erfüllen zu können, werden vielerlei Anforderungen an das Motoröl gestellt, die durch chemische, physikalische und technologische Eigenschaften charakterisiert sind. Diese Eigenschaften sind vereinfacht:
- Viskosität und Fließverhalten
- Oberflächenaktives Verhalten
- Neutralisationsvermögen

Daneben werden folgende Anforderungen an das Motorenöl gestellt:
- Neutrales Verhalten gegenüber Dichtungswerkstoffen
- Geringe Schaumneigung
- Lange Gebrauchsdauer, lange Ölwechselintervalle
- Niedriger Ölverbrauch
- Niedriger Kraftstoffverbrauch
- Kraftstoffverträglichkeit
- Umweltverträglichkeit

Quelle:

### Mineralöle
Moderne Viertaktmotoren-Öle sind in der Regel Mineral- oder Synthetikgrundöle mit einem Additivpaket. Das Grundöl ist beim Mineralöl ein Erdöldestillat. Da Öle einen so hohen Siedepunkt haben, dass sie sich normalerweise bereits beim Destillieren zersetzen würden, wird dies unter Vakuum (siehe Vakuumdestillation) durchgeführt. Dies senkt den Siedepunkt soweit ab, dass Temperaturen von maximal 350 °C ausreichen. Die Destillate werden danach unter anderem noch gefiltert, geklärt und raffiniert, sodass man ein unlegiertes Öl mit einer bestimmten Viskosität erhält. Dieses Öl ist kein reiner Stoff, sondern eine Fraktion, also ein Gemisch unterschiedlicher Kohlenwasserstoffe mit ähnlichem Siedebereich. Diese Öle waren lange Zeit die einzigen im Kfz verwendeten Öle, heute sind sie von einigen Herstellern noch als Kompressorenöl oder Maschinenöl im Angebot (sehr alte Motoren (Vorkriegsmaschinen) benötigen diese Öle, da deren Dichtungsmaterialien oft nicht mit den modernen Additiven verträglich sind).
Bis in die vierziger Jahre und danach wurden hochbelastete Motoren (vor allem Motorradrennmotoren) auch noch mit Pflanzenöl (Rizinusöl) geschmiert, die Firma Castrol hat sich ihre Reputation mit derartigen Ölen erworben. Rizinusöl heißt auf Englisch castor oil.
Bereits in der Vergangenheit wurden diverse Mittel angeboten, welche die Ölqualität der Mineralöle verbessern sollten; einige davon gibt es noch heute. Neben Festkörperzusätzen wie Molybdändisulfid und Kolloidgraphit (Kugelgraphit) gab es auch verschiedene chemische Zusätze, die teilweise ihren Zweck recht gut erfüllten. Ungefähr in den 1940er Jahren kamen Öle auf den Markt, die serienmäßig mit derartigen Zusätzen ausgestattet waren und als HD-Öle (heavy duty – hohe Beanspruchung) vermarktet wurden.

### Synthetische Öle
Die ersten synthetischen Schmierstoffe wurden in den 1930er und 1940er Jahren von Hermann Zorn (dem „Vater der synthetischen Schmierstoffe“) bei der I.G. Farben in Oppau und später in Leuna entwickelt. Ausgangspunkt waren Versuche mit Erdöl und diversen Additiven und später Synthetisierung durch Ethylen. Erstes synthetisches Schmieröl (s. a. synthetisches Öl) dieser Art war das SS 906. Die Bedeutung dieser synthetischen Schmieröle lag u. a. in der Entwicklung der Viskosität auch unter extremen Temperaturbedingungen (z. B. deutsche Ostfront-Einsätze während des Zweiten Weltkrieges). Diese Arbeiten führten zu der Herstellung von über 3500 Estern in den genannten Jahren, darunter auch Diester und Polyolester.

### Biogene Öle
Es existiert eine relativ große Palette von hochwertigen Ölen auf der Basis nachwachsender Rohstoffe für Zwei- und Viertakt-Motoren (Biogene Schmierstoffe); diese bestehen im Regelfall aus synthetischen Estern auf Pflanzenölbasis. Durch den Verzicht auf zink- oder phosphorreiche Additive können sie zudem die Haltbarkeit von Katalysatoranlagen erhöhen. Für Dieselmotoren sind entsprechende Öle in der Entwicklung.
Der Anteil der biogenen Motoröle lag 2003 bei nur 0,02 % und somit bei 61 t, obwohl die Öle vergleichbare Eigenschaften haben. Auch 2005 lag der Anteil noch weit unter 1 % des Gesamtmarktes, hatte mengenmäßig allerdings mittlerweile 2.000 t erreicht. Der Grund für den geringen Anteil dürfte im höheren Preis und der geringeren Bekanntheit der biogenen Öle liegen.

### Mehrbereichsöle
Mit der Entdeckung der Polymere Ende der 1960er wurden damit die Mehrbereichsöle entwickelt. Diese Öle haben die Eigenschaft, dass sie bei unterschiedlichen Temperaturen ihre Viskosität nicht so stark ändern wie Einbereichsöle. Man kann somit im Sommer und im Winter das gleiche Öl benutzen, und das Starten des Motors wird bedeutend erleichtert. Bereits bei kaltem Motor erfolgt eine schnellere Schmierung, was den durch Kaltstarts verursachten Verschleiß verringert. Aufgrund dieser Vorteile verschwanden Einbereichsöle vom Markt. Die Chemiker der Ölhersteller stellten auch fest, dass es synthetische Stoffe gibt, die genauso gut schmieren wie Mineralöle und einige andere vorteilhafte Eigenschaften haben. Diese Eigenschaften ließen sich auch exakter definieren als beim Naturprodukt Erdöl.
Dies war die Geburtsstunde der Synthetiköle, die inzwischen überragende Eigenschaften haben. Sie lassen sich für große Temperaturbereiche herstellen, haben eine gute Kältefließfähigkeit, neigen nicht zum Verkoken und sind sehr druck- und temperaturstabil. Druckstabil sind sie in zweierlei Hinsicht: Einerseits bauen sie einen sehr tragfähigen Schmierfilm auf, der auch unter extremen Belastungen nicht abreißt, andererseits wird die Struktur der Moleküle im Betrieb schwerer zerstört als beim Mineralöl. Hochbelastete Sportmotoren verwenden nur noch synthetische Motorenöle.

### Mischen verschiedener Öle
Pflanzenöle, zum Beispiel ein biologisch abbaubares Kettenspray auf Basis von Rapsöl, sind nicht mit Schmierölen oder -fetten fossilen Ursprungs mischbar; die Öle lösen sich zwar ineinander, sind so aber nicht technisch verwendbar.
Beim Mischen von Synthetik- und Mineralölen sind die Meinungen kontrovers. Einerseits heißt es, ein Mischen heutiger Öle sei problemlos möglich, andererseits wird eingewandt, das Mischen vermindere die Wirkung der Additive. Motorenöle, welche die API-Spezifikation erfüllen, müssen immer untereinander mischbar sein, die Qualität muss dann immer noch der des niedrigsten der enthaltenen Öle entsprechen.

### Leichtlauföle
(Voll)synthetische Leichtlauföle ermöglichen Treibstoffeinsparungen von 1 bis 6 %. Da die zum Teil abgesenkte HTHS-Viskosität (Öle wie 0W-30, 0W-40, 5W-30, 5W-40) zu Schmierproblemen führen kann, wird eine Freigabe des Motorherstellers benötigt.

### Spezifikationen

#### SAE-Spezifikation
Die SAE-Viskositätsklassen wurden 1911 von der Society of Automotive Engineers festgelegt, um den Verbrauchern die Auswahl des richtigen Öls zu erleichtern. Einbereichsöle haben eine Kennung im Format „SAE xx“ oder „SAE xxW“ (W = Winter). Dabei stehen die kleineren Zahlen für dünnflüssige, die größeren für zähere Öle. Mit der Einführung der Mehrbereichsöle ließ sich das System nicht mehr anwenden und wurde folglich erweitert: Das Format lautet jetzt „SAE xxW-yy“. Diese Schreibweise bedeutet, dass das betreffende Öl bei 0 °F (etwa −18 °C) in den Eigenschaften einem Einbereichsöl der Viskosität SAE xxW entspricht, bei 210 °F (etwa 99 °C) dagegen einem SAE yy-Öl. Um diese Eigenschaft zu erreichen, enthalten Mehrbereichsöle Polymere, die ihre räumliche Struktur temperaturabhängig ändern. Anschaulich dargestellt sind die Moleküle in kaltem Öl zusammengeknäuelt, mit steigender Temperatur strecken sich die Moleküle immer mehr, und erhöhen dadurch die Reibung zwischen den Teilchen.
Ein preiswertes Standard-Mineralöl hat in der Regel die Viskosität SAE 20W-40 oder 15W-40. Hochwertige Synthetiköle sind inzwischen bei den Viskositätsbereichen 0W-20, 5W-50 und 10W-60 angelangt. Im Prinzip lässt sich jedes Öl verwenden, das den vorgeschriebenen Bereich überstreicht. Wenn also ein 20W-40-Öl vorgeschrieben ist, wird der Motor auch problemlos mit einem 10W-40 oder einem 20W-50-Öl laufen, ohne Schaden zu erleiden. Die Ölhersteller empfehlen jedoch für den Gebrauch in Motorradmotoren mit gemeinsamem Ölkreislauf Motor/Getriebe die Verwendung spezieller Motorradöle; unter anderem, um Probleme mit rutschenden Kupplungen zu vermeiden (s. a. JASO-Spezifikation). Außerdem empfehlen sie, keine dünnflüssigen Öle (also solche mit kleineren SAE-Werten als 5W-yy) zu verwenden, weil ein viskoseres Grundöl langzeitstabiler ist. Speziell die im Getriebe auftretenden extrem hohen Drücke und Scherbelastungen brechen die oben erwähnten Polymere (die bei Ölen mit einem großen Viskositätsbereich in größerem Anteil enthalten sein müssen) mit der Zeit auf. Unter anderem deshalb verliert das Öl mit der Zeit an Viskosität.
Die Viskosität beschreibt nur eine Eigenschaft eines Öls und enthält keinerlei Aussage zur Qualität, ist jedoch wichtig für die Einhaltung des korrekten Öldrucks. Ein zu hoher Öldruck kann Dichtungen beschädigen, ein zu niedriger die Lager.
Die SAE-Viskositätsklassen 70W bis 250 finden Verwendung für die Klassifizierung von Getriebeölen.

#### API-Spezifikation
API-Klassifikationen wurden vom American Petroleum Institute geschaffen. Sie definieren gewisse Mindestanforderungen an Motoröle. Es gibt unterschiedliche Klassifikationen für Ottomotoren und Dieselmotoren, gekennzeichnet durch den Buchstaben S (Service, bzw. Spark Ignition) für Ottomotoren und C (Commercial, bzw. Compression Ignition) für Dieselmotoren sowie je einen weiteren Buchstaben, der die Qualitätsstufe indiziert. Je höher im Alphabet der Zusatzbuchstabe ist, umso anspruchsvoller die Prüfungen an das Öl. Somit hat ein Motoröl mit der Kennung API SL eine höhere Qualitätsklasse als eines mit API SG. Die derzeit höchsten Qualitätsklassen sind SP bzw. CK.
Es folgt eine Aufstellung einiger existierenden Klassen mit einer kurzen Beschreibung:
Ottomotorenöle:
| API-Klassenname | Bemerkung |
| --------------- | --- |
| API-SA          | Regular-Motoröle evtl. mit Stockpunktverbesserer und/oder Antischaummittel (bis 1930) |
| API-SB          | Motoröl für niedrig beanspruchte Otto-Motoren mit Wirkstoffen gegen Alterung, Korrosion und Verschleiß (nach 1930) |
| API-SC          | Motoröl für mittelbelastete Otto-Motoren. Wie SB zusätzlich Wirkstoffen gegen Verkokung (von 1964 bis 1967) |
| API-SD          | Motoröl für schwere Betriebsbedingungen bei Otto-Motoren (von 1968 bis 1971) |
| API-SE          | Motoröl für sehr hohe Anforderungen bei Otto-Motoren (von 1971 bis 1979) |
| API-SF          | Motoröl für sehr hohe Anforderungen bei Otto-Motoren wie SE, zusätzlich verbessertem Verschleißschutz und Schlammtragevermögen (von 1980 bis 1987) |
| API-SG          | Motoröl für höchste Anforderungen wie SF, zusätzlich Schutz gegen (Schwarz-)Schlammbildung (von 1987 bis 1993) |
| API-SH          | Motoröl für höchste Anforderungen wie SG, zusätzlich Anforderungen an dem Schmierfilmabriss bei hohen Temperaturen und hoher Scherbelastung (engl.: HTHS für High Temperature High Shear) sowie der Verdampfungsverluste (von 1993 bis 1996) |
| API-SJ          | Nachfolgeklassifikation zu API SH. Verschärfte Anforderungen hinsichtlich Verdampfungsverlust (gültig ab Oktober 1996). |
| API-SK/SL       | Nachfolgeklassifikationen zu API SJ (gültig ab 2001) |
| API-SM          | Motoröl für extrem hohe Anforderungen hinsichtlich Oxidationsstabilität, Motorsauberkeit, Verschleißschutz, Alterungsverhalten und Leistungsvermögen bei niedrigen Temperaturen. (gültig ab 2004) |
| API-SN          | eingeführt im Oktober 2010 für das Jahr 2011, auch für ältere Fahrzeuge geeignet, entworfen für verbesserten Hochtemperaturschutz an Kolben, strengere Schlammkontrolle, höhere Dichtungskompatibilität. API SN mit Ressourcenverbesserung ILSAC GF-5 durch die Kombination von API SN verbesserte Performance für geringeren Kraftstoffverbrauch, Turboladerschutz, kompatibel zu Abgasreinigungsanlagen, und Schutz der Motoren, die mit Ethanol-haltigen Kraftstoffen bis zu E85 betrieben werden (gültig ab 2011). |
| API-SN Plus     | Diese Spezifikation wurde entwickelt um auf das Problem LSPI bei turboaufgeladenen Benzin-Direkteinspritzern zu reagieren. Die Spezifikation ist abwärtskompatibel zu API SN, es wurden nur zusätzliche Tests aufgrund des LSPI Problems eingeführt. |
| API-SP          | eingeführt im Mai 2020. Leistungsvorteile gegenüber API SN und API SN PLUS für Verbrennungsmotoren mit Fremdzündung, darunter: Verringerung der Vorzündung bei niedriger Drehzahl (LSPI) während des gesamten Ölwechselintervalls, Verschleißschutz für Motor und Kette, Schutz vor Korrosion, Kompatibilität mit Emissionssystemen, Oxidationsstabilität, Kontrolle von Ablagerungen, Schutz vor Schlamm und Verschmutzungen.                                                                                         |

Dieselmotorenöle:
| API-Klassenname | Bemerkung |
| --------------- | --- |
| API-CC          | Motorenöle für geringe Beanspruchungen |
| API-CD          | Motorenöle für hohe Beanspruchungen, turbogetestet |
| API-CE          | Motorenöle für höchste Beanspruchungen, turbogetestet |
| API-CF-4        | Motorenöle der Klasse CE mit geringem Anteil an metallorganischen Additiven und höheren Anforderungen in Bezug auf Ölverbrauch und Ablagerungen an Kolben. |
| API-CG-4        | Eingeführt 1995. |
| API-CH-4        | Eingeführt 1998. |
| API-CI-4        | Eingeführt 2002. |
| API-CJ-4        | Eingeführt 2010. |
| API-CK-4        | Eingeführt 2017. |

Zweitaktöle:
Die Klassifikationen API TA bis TC bezeichnen speziell Zweitaktöl (Siehe unten: Zweitaktölklassen)
Weitere:
Es gibt neben den API-Spezifikationen noch die MIL-Spezifikationen der US-Streitkräfte, die in Deutschland allerdings ohne praktische Bedeutung sind, sowie die Spezifikationen des CCMC, beziehungsweise der Nachfolgeorganisation ACEA (Verband der Europäischen Automobilhersteller).

#### ACEA-Spezifikation
Die Motoröl-Spezifikationen der Association des Constructeurs Européens d’Automobiles sind den Forderungen an einen Motor für den Betrieb nach europäischen Verhältnissen angepasst und stellen derzeit (2008) die aktuelle Norm für Motoröle dar. Neben Motoren europäischer Auslegung beachten die Normen auch einige amerikanische Modelle und Prüfläufe und gewährleisten somit eine gewisse Verzahnung mit den API-Klassifikationen.
Es gibt vier Kategorien:
A = Otto-Motoren
B = kleinvolumige Dieselmotoren in PKW, Vans und Kleintransportern
C = PKW-Otto- und Dieselmotoren mit Partikelfilter
E = LKW-Dieselmotoren
Diese werden noch einmal differenziert in die Klassen A für Ottomotoren und B für Dieselmotoren:
A1/B1: Leichtlauf-Motoröle, SAE 0W-30, 5W-20, 5W-30, 10W-30; abgesenkte HTHS-Viskosität (2,9–3,5 mPa×s)
A2/B2: Standard-Motoröle, HTHS-Viskosität (> 3,5 mPa×s)
A3/B3: Premium-Motoröle – besonders scherstabil, SAE 0W-X, 5W-X, 10W-40, 15W-40 für verlängerte Intervalle, HTHS-Viskosität > 3,5 mPa×s
A3/B4: wie A3/B3 aber auch für DI-Diesel einschließlich CR-Diesel, SAE 0W-30, 0W-40, 5W-30, 5W-40, 10W-40; A4 reserviert für DI-Otto; HTHS-Viskosität > 3,5 mPa×s
A5/B5: Premium-Leichtlauföle: ähnlich A3/B4, SAE 0W-30, 5W-30 jedoch abgesenkte HTHS-Viskosität wie A1/B1 (< 3,5 mPa×s) für verlängerte Intervalle
Die Klassifizierung C für PKW-Dieselmotoren mit Partikelfilter kennzeichnet so genannte Low-SAPS-Öle. Diese weisen bei der Verbrennung stark begrenzte Anteile an Sulfatasche, Phosphor und Schwefel (SAPS) auf, welche als aschebildende Bestandteile die Durchlässigkeit des Partikelfilter ungünstig beeinflussen könnten.
C1: Low-SAPS-Öl mit abgesenkter HTHS-Viskosität < 2,9 mPa×s, niedrige Viskosität (0W-X, 5W-X), Performance wie A5/B5 jedoch mit stark begrenzten Anteilen Sulfatasche, Phosphor, Schwefel.
C2: Low-SAPS-Öl mit abgesenkter HTHS-Viskosität > 2,9 mPa×s, niedrige Viskosität (0W-X, 5W-X), Performance wie A5/B5 mit begrenzten, aber höheren Anteilen Sulfatasche, Phosphor, Schwefel als für C1-04.
C3: Low-SAPS-Öl mit hoher HTHS-Viskosität > 3,5 mPa×s, niedrige Viskosität (0W-X, 5W-X), Performance wie A3/B4 mit begrenzten, aber höheren Anteilen Sulfatasche, Phosphor, Schwefel als für C1-04.
Es besteht jedoch ein Zielkonflikt zwischen den „SAPS“-Inhaltsstoffen in Ölen mit hoher Scherstabilität und den resultierenden Verbrennungsrückständen.
Vereinfacht kann man sagen, dass die HTHS-Viskosität die Fließzähigkeit und damit die Stabilität des Schmierfilms eines Motoröls bei einer erhöhten Temperatur angibt – ist der Wert über 3,5 mPa×s dann ist das Öl auch bei hohen Temperaturen sehr scherstabil. Bei Werten darunter (unter 3,5 mPa×s) spricht man von abgesenkter HTHS-Viskosität, was durch die abgesenkte Fließzähigkeit weniger Reibungsverlust im Motor und damit Kraftstoffersparnis bedeuten kann, gleichfalls jedoch auch weniger Schmier- bzw. Scherstabilität.
Dem Beispiel der C-Klassifizierung für PKW-Dieselmotoren mit Partikelfilter folgend kann man zusammengefasst, vereinfacht sagen: Öle nach ACEA C1 weisen eine stark abgesenkte HTHS-Viskosität auf, was dazu verhelfen kann Kraftstoff zu sparen, sind unter den Low-SAPS-Ölen dieser Klasse am besten für den Dieselpartikelfilter (DPF), denn sie setzen diesen am wenigsten zu, allerdings weisen Öle nach ACEA C1 eine nicht so gute Schmierstabilität auf wie beispielsweise im Vergleich zu den anderen Ölen (ACEA C2/C3) dieser Spezifikation. (⇒ C1 = besser für DPF, C3 = besser für Motor)
Achtung! Bei Ölen mit abgesenkter HTHS-Viskosität handelt es sich um Spezialöle, deren Einsatz voraussetzt, dass der Fahrzeughersteller die gesamte Konstruktionskette darauf abgestimmt hat. Bei älteren oder ungeeigneten Fahrzeugen können solche Öle im Extremfall sogar zu Motorschäden führen, oder es kann im Umkehrschluss der Dieselpartikelfilter sich zusetzen.
Deshalb ist genau auf die Herstellerfreigaben zu achten.

#### JASO-Spezifikation
Klassifizierung der Japanese Automotive Standards Organization, eine Spezifikation für einfache Anforderungen, ursprünglich vor allem in Asien gebräuchlich. Weil moderne PKW-Leichtlauföle für Motorräder mit Ölbadkupplung nicht geeignet sind (der Reibwert der Kupplung wird so niedrig, dass diese rutscht), ein minimaler Reibwert jedoch durch die API-Spezifikation nicht vorgegeben wird, schreiben Motorradhersteller zusätzlich zur API-Spezifikation eine Einstufung des Öls nach JASO-MA, -MA1 oder -MA2 vor.
| Klasse/Norm     | Bemerkung                                                                         |
| --------------- | --------------------------------------------------------------------------------- |
| JASO (T904) MA  | Motorradöl, 4-Takt-Motoren, geeignet für Ölbadkupplungen                          |
| JASO (T904) MA1 | Motorradöl, 4-Takt-Motoren, geeignet für Ölbadkupplungen                          |
| JASO (T904) MA2 | Motorradöl, 4-Takt-Motoren, geeignet für Ölbadkupplungen                          |
| JASO (T904) MB  | Motorradöl, 4-Takt-Motoren mit Trockenkupplung bzw. separat geschmiertem Getriebe |

#### Zweitaktölklassen
Zweitaktöle werden eingeteilt in die Klassen API TA bis TC für Mofas, Motorräder, Rasenmäher, Motorsägen usw. sowie API TD und die NNMA-Klassen TC-W (entspricht API TD), TC-WII oder TC-W3 für Zweitakt-Außenbordmotoren. Auch hier gilt, dass der spätere Buchstabe beziehungsweise die höhere Ziffer für die höhere Qualität steht.

##### ISO-Norm / GLOBAL
GLOBAL ist eine Vereinigung Europäischer Zweitaktmotorenhersteller, welche die Leistungsforderungen in ISO Spezifikationen niederschreibt.
| Klasse                | Betriebsbedingungen             |
| --------------------- | ------------------------------- |
| ISO-L-EGB (Global GB) | mittel (= JASO FB)              |
| ISO-L-EGC (Global GC) | mittel und raucharm (= JASO FC) |
| ISO-L-EGD (Global GD) | schwer und raucharm (> JASO FD) |

##### Spezifizierung nach API-Norm
| Klasse         | Betriebsbedingungen                       |
| -------------- | ----------------------------------------- |
| API-TA (TSC-1) | Mopeds                                    |
| API-TB (TSC-2) | Motorroller und Motorräder                |
| API-TC (TSC-3) | Hochleistungsmotoren                      |
| API-TD (TSC-4) | Außenbordmotoren entsprechend NMMA TC-WII |

Quelle:

##### Spezifizierung nach JASO-Norm
| Klasse         | Betriebsbedingungen |
| -------------- | ------------------- |
| JASO (M345) FA | leicht              |
| JASO (M345) FB | mittel              |
| JASO (M345) FC | mittel + raucharm   |
| JASO (M345) FD | schwer + raucharm   |

Quelle:

##### NMMA-Spezifikation
Für Anforderungen in Außenbordmotoren ist faktisch nur noch eine NMMA-Klasse gültig.
| Spezifikation | Betriebsbedingungen                        |
| ------------- | ------------------------------------------ |
| BIA TC-W      | nicht mehr gültig                          |
| NMMA TC-WII   | nicht mehr gültig                          |
| NMMA TC-W3    | höchste Anforderungen für Außenbordmotoren |

Quelle:

## Getriebeöle

### API-Klassifikation
Getriebeöle werden mit dem Kürzel GL (gear lubricant) und den Ziffern 1 bis 6 beschrieben. Die Ziffern kennzeichnen die Belastbarkeit des Öls.
Die API Klassifikation unterscheidet für Getriebeöle die Abstufungen
| Klasse   | Anwendungen, Betriebsbedingungen |
| -------- | --- |
| API GL-1 | Öle für leichte Anwendungen. Die Öle sind nicht additiviert. Gelegentlich sind geringe Anteile von Antioxidantien, Korrosionshemmer oder Schaumverhüter hinzugefügt. Die Klassifikation API GL-1 ist für Kegelradverzahnungen, Schneckengetriebe sowie nicht synchronisierte Schaltgetriebe in LKW oder Agrarmaschinen vorgesehen. |
| API GL-2 | Öle für gemäßigte Anwendungen. Die Öle enthalten verschleißmindernde Zusatzstoffe und sind für höher belastete Schneckengetriebe vorgesehen. Für die einwandfreie Schmierung von Getrieben in Traktoren und Agrarmaschinen empfohlen. |
| API GL-3 | Öle für gemäßigte Anwendungen. Die Öle enthalten bis zu 2,7 % an Zusatzstoffen. Zur Schmierung von Kegelradgetrieben und Getrieben von LKW. Für Hypoidgetriebe nicht empfohlen. |
| API GL-4 | Öle für leichte bis schwere Bedingungen. Die Öle enthalten bis zu 4 % an verschleißmindernden Additiven. Zur Schmierung von Kegelrad- und Hypoidgetrieben mit kleinem Achsversatz, Getrieben von LKW sowie Hinterachsgetrieben. Empfohlen für nicht synchronisierte Schaltgetriebe in US-amerikanischen Lastkraftwagen, Traktoren und Omnibussen, für Haupt- und Nebengetriebe von allen Fahrzeugen. Diese Öle bilden besonders in Europa den Mindeststandard aller synchronisierten Schaltgetriebe. |
| API GL-5 | Öle für raue Bedingungen. Die Öle enthalten bis zu 6,5 % an verschleißmindernden Additiven. Zur Schmierung von Kegelrad- und Hypoidgetrieben mit großem Achsversatz. Als Universalöl für alle Differentialgetriebe außer Gangschaltungs-Getrieben. Manche dieser Öle weisen besondere Herstellerfreigaben auf, welche dann nur zur Schmierung der zugehörigen Gangschaltungs-Getriebe verwendet werden können. Öle nach API GL-5 können in Sperrdifferentialen mit Reibscheiben (Limited-Slip-Sperren) verwendet werden, sofern die Öle den Spezifikationen gemäß MIL-L-2105D oder ZF TE-ML-05 entsprechen. Typischerweise ist die Klassifizierung dann beispielsweise API GL-5+ oder API GL-5 LS. Herkömmliche Öle können durch einen Friction-Modifier-Zusatz tauglich für LS-Sperren gemacht werden. |
| API GL-6 | Öle für sehr raue Bedingungen (sehr hohe Gleitgeschwindigkeit an den Zahnflanken und erhebliche Stoßbelastungen). Die Öle enthalten bis zu 10 % an verschleißmindernden Additiven. Es hat sich allerdings gezeigt, dass GL-5 die Spezifikationen ebenso ausreichend erfüllt. Daher wurde die Spezifikation GL-6 zurückgezogen. |

Quelle:

## Universalöle
Multifunktionsöle bzw. Universalöle sind Öle die die für mehrere Komponenten von Kraftfahrzeugen und Maschinen verwendet werden können. Zum Beispiel kann ein Universalöl für das Getriebe, die Hydraulik und die nasse Bremse verwendet werden und deren optimale Funktionsweise garantieren, wo normalerweise 3 verschiedene Öle genutzt werden müssten.
Moderne Multifunktionsöle können heutzutage in zwei Gruppen eingeteilt werden:
UTTO-Öle (Universal Traktor Transmission Oils) und STOU-Öle (Super Traktor Oils Universal)

### UTTO-Öle
Kann in mehrere Komponenten eingefüllt werden wie z.b.: in Schalt- und Achsgetrieben, Hydrauliken sowie nassen Bremsen und Kupplungen. Sind also nicht für den Motor geeignet. Nichtsdestotrotz wird deren Viskosität oft mit der Nomenklatur der Motorenöle angegeben wie zum Beispiel SAE 10W30.
Ein UTTO-Öl hat also mehrere Spezifikationen für die verschiedenen Komponenten in der es Anwendung findet. Zum Beispiel kann ein UTTO SAE 10W30 die Spezifikation für das Getriebe von API GL-4 & SAE 75W-80, aber auch gleichzeitig für die Hydraulik die Spezifikation von HVLP-D ISO 68 haben.

### STOU-Öle
Werden für das Getriebe, die Hydraulik, die Nassbremse und zusätzlich als Motorenöl verwendet. Also muss man zur Auswahl des richtigen STOU Öls auf die Spezifikationen von Motor, Getriebe und Hydraulik achten. Ein 10W40 STOU-Öl kann zum Beispiel die Spezifikation von SAE 10W40 für den Motor, API GL-4 und SAE 80W-90 für das Getriebe und HVLP-D ISO VG 68 für die Hydraulik haben.
Bei STOU-Ölen muss man allerdings darauf achten, dass man sie nicht in modernere Motoren mit Partikelfilter einfüllt da dieser verstopfen kann, wenn nicht ACEA-Klassen von E7 eingehalten werden. STOU Öle haben normalerweise die Spezifikation von ACEA E3.>